# Samuel Greven
Samuel ("Sammy") Greven (Leuven, 8 juli 1973) is een voormalig Belgisch voetballer die als verdediger of als middenvelder speelde. 

## Carrière
Greven begon zijn professionele loopbaan bij Royal Antwerp F.C. maar kreeg weinig speeltijd. De verdediger vertrok daarop naar FC Eindhoven in de Nederlandse Eerste Divisie. Vervolgens speelde hij bij KV Mechelen, FC Brussels en OH Leuven, waar bij bleef tot 2008. Nadien volgden nog Mol-Wezel in de Derde Divisie en, in 2010, Oosterzonen in de Vierde Divisie. Na omzwervingen in Aarschot en wommersom speelt Greven voor VC Bekkevoort. Hierna is hij nog tot spelen gekomen bij VK Hakendover en KVZ Glabbeek. Die laatste kwam gedurende die periode in de derde provinciale reeks van Vlaams-Brabant uit. In het seizoen 2019-2020 ging hij voor het eerst aanslag als trainer onder de vorm speler/trainer. Dit deed hij bij Atlas Linter, een ploeg uit vierde provinciale. Sedert het seizoen 2020-2021 is hij trainer bij derde provincialer KRD Zoutleeuw. Na vele ups-and-downs gaat hij sinds de jaarwisseling met 2022 als trainer aanslag bij Heide Linter. Zijn taak hier is om terug een stabiele club te vormen die meedoet bovenaan 4de Provenciale.  

## Statistieken

### Competitie
| seizoen    | club                | land      | competitie     | wed. | basis | goals |
| ---------- | ------------------- | --------- | -------------- | ---- | ----- | ----- |
| 1994/95    | Antwerp FC          | België    | Tweede klasse  | 12   | 12    | 0     |
| 1995/96    | Antwerp FC          | België    | Tweede klasse  | 5    | 5     | 0     |
| 1996/97    | FC Eindhoven        | Nederland | Eerste Divisie | ?    | ?     | ?     |
| 1997/98    | FC Eindhoven        | Nederland | Eerste Divisie | ?    | ?     | ?     |
| 1998/99    | FC Eindhoven        | Nederland | Eerste Divisie | ?    | ?     | ?     |
| 1999/00    | KV Mechelen         | België    | Eerste klasse  | ?    | ?     | ?     |
| 2000/01    | KV Mechelen         | België    | Eerste klasse  | ?    | ?     | ?     |
| 2001/02    | KV Mechelen         | België    | Eerste klasse  | ?    | ?     | ?     |
| 2002/03    | KV Mechelen         | België    | Eerste klasse  | ?    | ?     | ?     |
| 2003/04    | FC Brussels         | België    | Tweede klasse  | 16   | 16    | 5     |
| 2003/04    | FC Brussels         | België    | Eerste klasse  | ?    | ?     | ?     |
| 2004/05    | FC Brussels         | België    | Tweede klasse  | ?    | ?     | ?     |
| 2005/06    | Oud-Heverlee Leuven | België    | Tweede klasse  | 33   | 33    | 6     |
| 2006/07    | Oud-Heverlee Leuven | België    | Tweede klasse  | 31   | 31    | 1     |
| 2007/08    | Oud-Heverlee Leuven | België    | Tweede klasse  | 16   | 16    | 1     |
| 2008/09    | Oud-Heverlee Leuven | België    | Tweede klasse  | 16   | 16    | 1     |
| 2007/08    | Mol-Wezel           | België    | Derde klasse   | ?    | ?     | ?     |
| 2008/09    | Mol-Wezel           | België    | Derde klasse   | ?    | ?     | ?     |
| 2009/10    | Mol-Wezel           | België    | Derde klasse   | ?    | ?     | ?     |
| 2010/11    | Oosterzonen         | België    | Derde klasse   | ?    | ?     | ?     |
| Bijgewerkt | 26-07-12            |           |                |      |       |       |

### Beker
| seizoen    | club                | land   | competitie       | wed. | basis | goals |
| ---------- | ------------------- | ------ | ---------------- | ---- | ----- | ----- |
| 2007/08    | Oud-Heverlee Leuven | België | Beker van België | 3    | 3     | 0     |
| Bijgewerkt | 26-12-07            |        |                  |      |       |       |